# Municipio de East Hanover (condado de Dauphin)
El municipio de East Hanover (en inglés: East Hanover Township) es un municipio ubicado en el condado de Dauphin en el estado estadounidense de Pensilvania. En el año 2000 tenía una población de 5. 322 habitantes y una densidad poblacional de 51.5 personas por km².

## Geografía
El municipio de East Hanover se encuentra ubicado en las coordenadas 40°25′00″N 76°41′59″O / 40.41667, -76.69972.

## Demografía
Según la Oficina del Censo en 2000 los ingresos medios por hogar en la localidad eran de $52,009 y los ingresos medios por familia eran de $60,674. Los hombres tenían unos ingresos medios de $38,004 frente a los $25,196 para las mujeres. La renta per cápita de la localidad era de $23,296. Alrededor del 2,8% de la población estaba por debajo del umbral de pobreza.